# Korean International Circuit
Het Korean International Circuit is een circuit in Yeongam in de Zuid-Koreaanse provincie Jeollanam-do. In de jaren 2010-2013 was de Formule 1 actief op dit circuit.

## Aanleg
Hermann Tilke is verantwoordelijk voor het ontwerp van het circuit, waaraan de Korea Auto Valley Operation (KAVO) op 2 september 2009 gestart is met de aanleg van het circuit. Het circuit werd geopend op zaterdag 4 september 2010, op deze datum wijdde Karun Chandhok het circuit in met een demonstratie in een Red Bull Racing auto.

## Grand Prix
In de jaren 2010-2013 was de Formule 1 actief op dit circuit.
| Jaar | Winnaar          | Constructeur | Chassis | Bandenmerk    |
| ---- | ---------------- | ------------ | ------- | ------------- |
| 2010 | Fernando Alonso  | Ferrari      | F10     | B Bridgestone |
| 2011 | Sebastian Vettel | Red Bull     | RB7     | P Pirelli     |
| 2012 | Sebastian Vettel | Red Bull     | RB8     | P Pirelli     |
| 2013 | Sebastian Vettel | Red Bull     | RB9     | P Pirelli     |